# Târnova (Arad, Rumunjska)
Târnova je općina u županiji Arad u Rumunjskoj. 
Općinu čine šest sela: Agrişu Mare, Arăneag, Chier, Drauţ, Dud i Târnova. Prvi zapisi o selu Târnova datiraju iz 1406., a najstariji o selu Agrişu Mare iz 1214.